# Anna Maria Ebeling

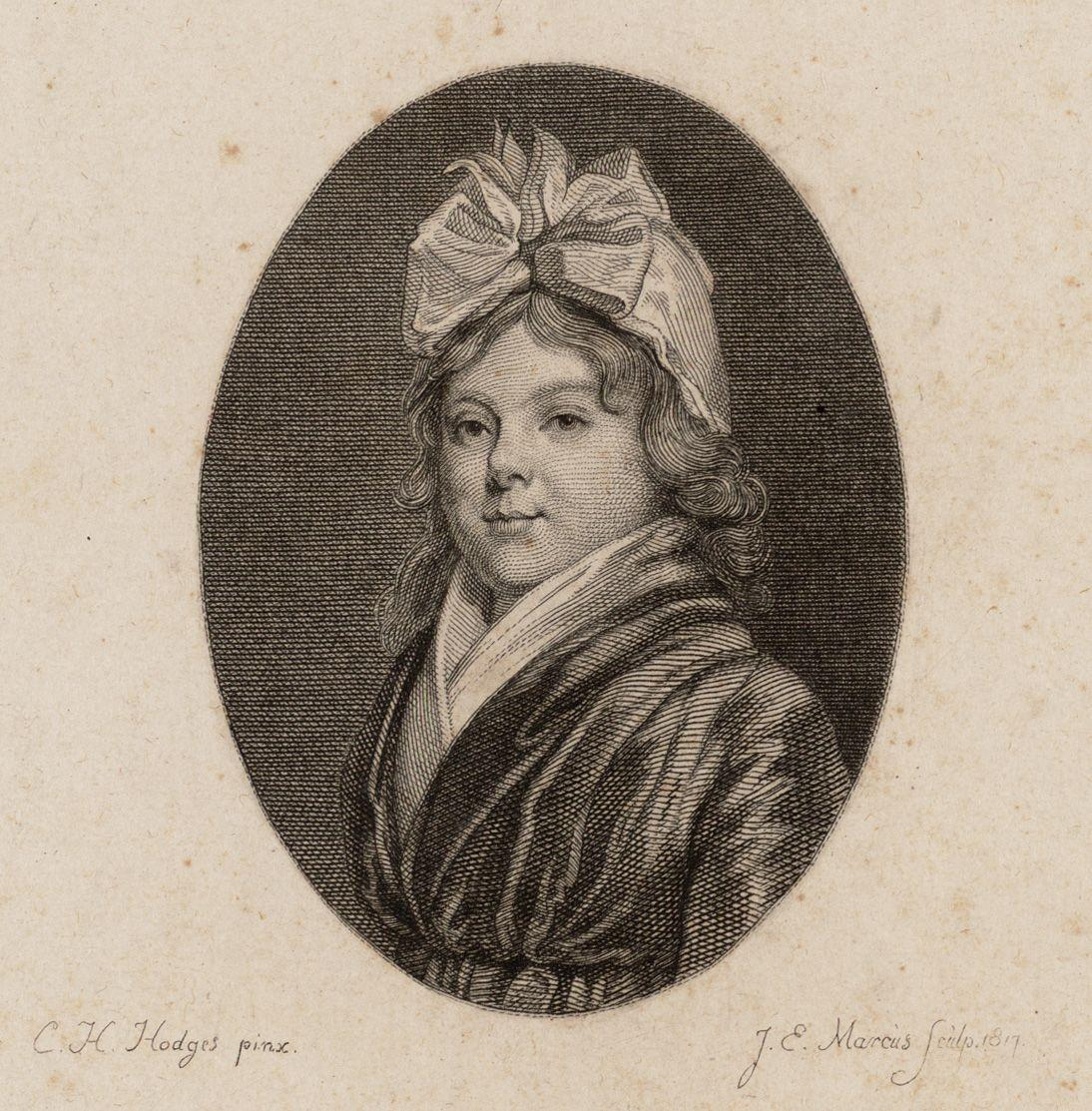
Porträt Anna Marie Hogaguer, von Jacob Ernst Marcus

Anna Maria Ebeling (* 13. Oktober 1767 in Amsterdam; † 29. Juni 1812 in Vreeland) war eine niederländische Zeichnerin und Kunstsammlerin.

## Leben und Werk

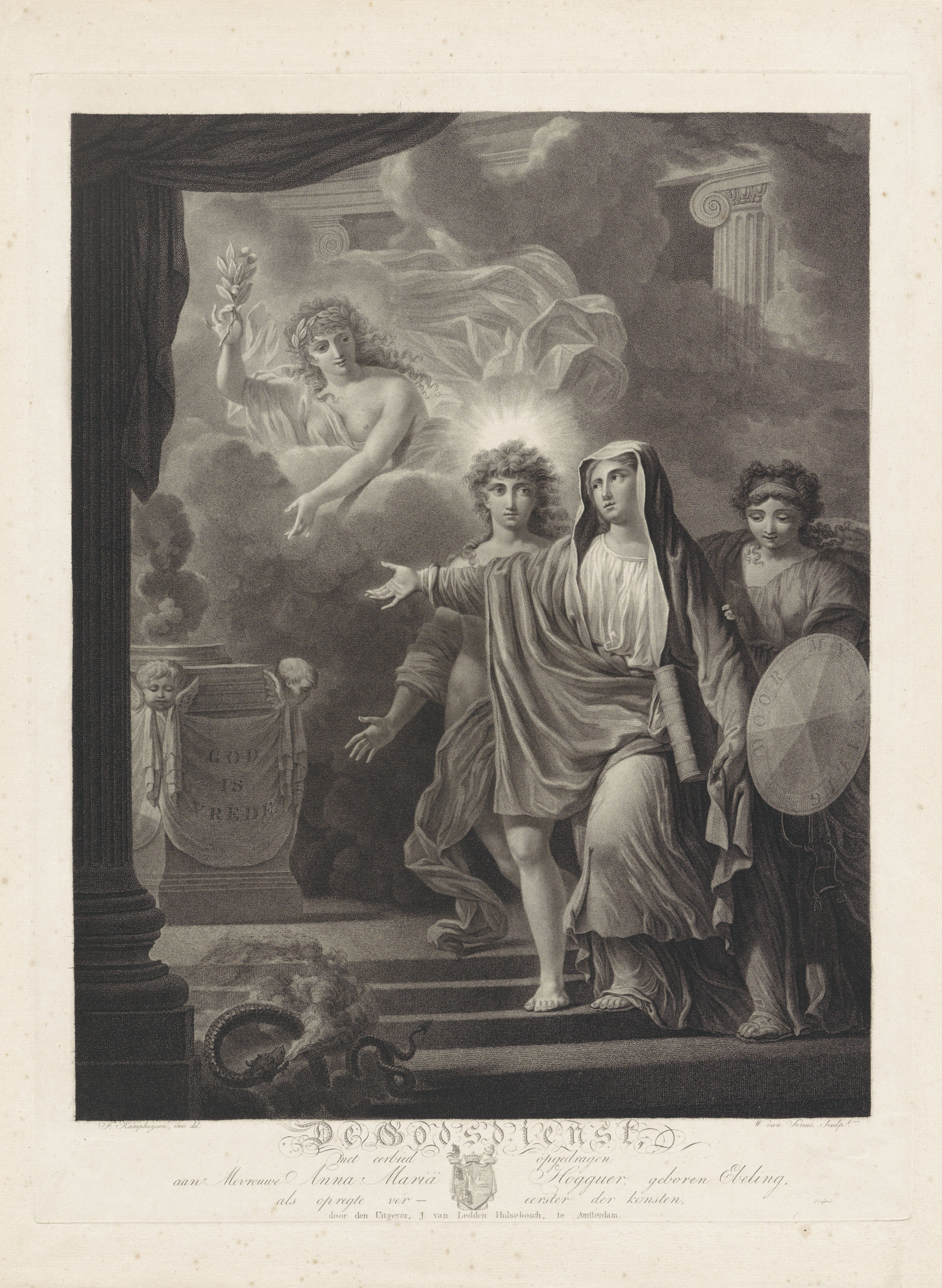
Allegorische Darstellung der Religion, vor 1812

Anna Maria Ebeling wurde am 13. Oktober 1767 geboren, sie wurde am 15. Oktober 1767 zu Hause lutherisch getauft. Ihr Vater war der Anwalt und Kaufmann Ernestus Ebeling (1738–1796), die Mutter Maria Elizabeth Hasselgreen (1747–1767) starb einen Monat nach Anna Marias Geburt. Darauf schloss der Vater 1770 mit Sandrina van der Broeke eine zweite Ehe, aus der drei Töchter und zwei Söhne hervorgingen. Ihre Familie musste 1788 vor dem Vormarsch der Preußen aus Amsterdam fliehen, da ihr Vater ein prominenter patriotischer Gegner des Hauses Oranien war. Anna Maria Ebeling blieb in Amsterdam zurück und heiratete am 21. April 1788 den Bankier und Stadtrat Paul Iwan Hogguer (1760–1816), Sohn eines Hugenotten aus der Schweiz, mit dem sie eine Tochter Ernestina Henrietta Maria Paulina (1790–1811) hatte.
Zeichenunterricht erhielt sie von Pieter Louw, er war seit 1768 Direktor der Städtischen Zeichenakademie und später von Izaak Schmidt. Sie wurde in der Akademie als Zeichnerin am 15. November 1801 eingetragen mit dem Vermerk, dass Schmidt ihr Meister war. Über sie wurde berichtet, ihre „künstlerische Leidenschaft“ wäre mehr als „der äußere Glanz der Bildung“, was sich sowohl in ihren zeichnerischen Fähigkeiten als auch in ihrer Kunstsammlung widerspiegelte.
Dank der Unterstützung ihres Mannes war sie in der Lage ein umfangreiches Kunstkabinett mit Gemälden von niederländischen Meistern wie Bakhuizen, De Heem und Hobbema sowie Drucken und Zeichnungen, aber auch Glaswaren, Mosaiken und Uhren anzulegen. Zu diesem Kabinett zählten auch 19 Objekte des Bildhauers Francis Van Bossuit. Die Versteigerung dieser Sammlung im Jahr 1817 brachte etwa achtzigtausend Gulden ein. Der Auktionskatalog beginnt mit ihrer Lebensgeschichte als Hommage an die Sammlerin.
Anna Maria Hogguer erhielt eine Auszeichnung für ihren Einsatz als „als erste Stifterin der Stads Teeken-Akademie [...] ein Beispiel für andere namhafte Frauen gesetzt hatte“ und daher „zu Recht in die Klasse der Ehrenmitglieder dieser Schule gezählt wurde“. Vermutlich entstand dazu ein Druck mit dem Titel „Religion“, der Anna Maria Hogguer, geborene Ebeling, „als aufrichtige Bewundererin der Künste“ gewidmet ist. Zudem erhielt sie 1798 von der Gesellschaft zur Rettung ertrunkener Personen eine Goldmedaille, nachdem sie einen Ertrinkenden wiederbelebt hatte, der von ihrem Diener aus dem Kanal gerettet worden war. Danach soll sie den geretteten Jugendlichen und seine Eltern „mit Wohltaten“ überschüttet haben.
Es sind nur zwei Zeichnungen bekannt, die wahrscheinlich Anna Maria Ebeling zugeschrieben werden können: eine Darstellung der Kirche und des Pfarrhauses von Maarssen, etwa zwanzig Kilometer von Vreeland entfernt, die einer Aussage auf der Rückseite der Zeichnung zufolge im Jahr 1809 von „A. Ebeling“ begonnen worden war und 1839 von einer unbekannten Person fertiggestellt wurde. Die andere Zeichnung ist die Darstellung des Jägerhauses Nellesteyn in Darthuizen bei Leersum.
Für Anna Maria Hogguer war der Tod ihres einzigen Kindes im Jahr 1811 ein „tödlicher Schlag“, von dem sie sich nicht erholte und dem sie am 29. Juni 1812 in ihrem Herrenhaus „Slotzicht“ in Vreeland erlag.